# Woundahai
Woundahai (ou Oudahai) est une localité du Cameroun située dans le département de la Mayo-Tsanaga et la Région de l'Extrême-Nord. Elle fait partie de la commune de Mokolo et du canton de Matakam. 

## Population
En 1966-1967, la localité comptait 1 621 habitants, des Mafa. À cette date, elle était inaccessible en voiture.
Lors du recensement de 2005 (3e RGPH), on y a dénombré 6 914 personnes.